# Disocactus eichlamii
Disocactus eichlamii ist eine Pflanzenart aus der Gattung Disocactus in der Familie der Kakteengewächse (Cactaceae). Das Artepitheton eichlamii ehrt den deutschen Kakteensammler Friedrich Eichlam.

## Beschreibung
Disocactus eichlamii hat basal drehrunde, aufrecht stehende, später auch übergebogene und hängende Haupttriebe, welche bis zu 40 Zentimeter lang und 1,5 bis 5 Zentimeter breit sind. Sie sind an der Basis drehrund abgeflacht ansonsten dreikantig, teilweise abgeflacht mit welligen Rändern. Die Areolen sind unbedornt.
Die Blüten erscheinen einzeln oder bis zu fünf in Büscheln entlang der Länge der abgeflachten Triebteile. Sie sind schmal, etwas röhrig-trichterig, karminrot und werden 6 bis 8 Zentimeter lang. Die Staubblätter und der Griffel ragen deutlich heraus. Die kugelig roten Früchte werden 0,9 bis 1,4 Zentimeter lang.

## Verbreitung, Systematik und Gefährdung
Disocactus eichlamii ist in Guatemala in den Verwaltungsbezirken Escuintla und Santa Rosa zwischen 1000 und 2200 Metern Höhe verbreitet.
Die Erstbeschreibung als Phyllocactus eichlamii erfolgte 1911 durch Wilhelm Weingart. Nathaniel Lord Britton und Joseph Nelson Rose stellten die Art 1913 in die Gattung Disocactus. Weitere nomenklatorische Synonyme sind Trochilocactus eichlamii (Weing.) Linding. (1942) und Epiphyllum eichlamii (Weing.) L.O.Williams (1962).
In der Roten Liste gefährdeter Arten der IUCN wird die Art als „Endangered (EN)“, d. h. als stark gefährdet geführt.

## Nachweise